# Victor Anfuso

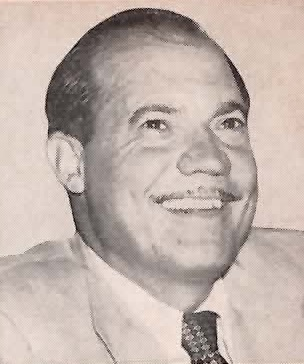
Victor Anfuso, 1959

Victor L’Episcopo Anfuso (* 10. März 1905 in Gagliano Castelferrato, Sizilien; † 28. Dezember 1966 in New York City) war ein US-amerikanischer Jurist und Politiker. Er vertrat zwischen 1951 und 1953 sowie zwischen 1955 und 1963 den Bundesstaat New York im US-Repräsentantenhaus.

## Werdegang
Victor L'Episcopo Anfuso wurde ungefähr neun Jahre vor dem Ausbruch des Ersten Weltkrieges in Gagliano Castelferrato geboren. Die Familie Anfuso wanderte im Jahr 1914 in die Vereinigten Staaten ein und ließ sich in Brooklyn nieder. Dort besuchte er die Grundschule (elementary school) und die Commercial High School. Er verfolgte in den Jahren 1926 und 1927 seine Vorbereitungskurse an der Columbia University. Danach graduierte er 1927 an der St. Lawrence University Law School (heute Brooklyn Law School). Seine Zulassung als Anwalt erhielt er im folgenden Jahr und begann dann in New York City zu praktizieren. Während des Zweiten Weltkrieges diente er zwischen 1943 und 1945 im Office of Strategic Services im Mittelmeer. Zwischen 1944 und 1946 war er als Special Assistant in der Commissioner of Immigration tätig. Politisch gehörte er der Demokratischen Partei an.
Bei den Kongresswahlen des Jahres 1950 wurde Anfuso im achten Wahlbezirk von New York in das US-Repräsentantenhaus in Washington, D.C. gewählt, wo er am 4. Januar 1951 die Nachfolge von Joseph L. Pfeifer antrat. Da er auf eine erneute Kandidatur im Jahr 1952 verzichtete, schied er nach dem 3. Januar 1953 aus dem Kongress aus.
Im Februar 1954 wurde er zum Magistraten (city magistrate) in Brooklyn ernannt – eine Stellung, die er bis zu seinem Rücktritt im Juli 1954 innehatte.
Bei den Kongresswahlen des Jahres 1954 trat er erneut im achten Wahlbezirk von New York als Kandidat an. Er gewann abermals einen Sitz im Repräsentantenhaus, wo er am 4. Januar 1955 Louis B. Heller nachfolgte. Er wurde drei Mal in Folge wiedergewählt. Da er auf eine erneute Kandidatur im Jahr 1962 verzichtete, schied er nach dem 3. Januar 1963 aus dem Kongress aus.
Anfuso wurde 1962 zum Richter am New York Supreme Court gewählt. Er verstarb am 28. Dezember 1966 in New York City und wurde auf dem St. Johns Cemetery in Middle Village beigesetzt.